# Нікі Гамблтон-Джонс
Нікі Гамблтон-Джонс (народилась 24 лютого 1971 р.  ) - телеведуча, найвідоміша через  шоу "На 10 років молодша"  на " Канал 4" . Вона також є підприємцем, стилістом та експертом зі старіння.     
[джерело?]

## Біографія
Народилась у Південній Африці. Отримала диплом дієтолога з відзнакою й розпочала власну приватну практику в Кейптауні. Потім навчалася в аспірантурі бізнес-школи Wits.    Перед тим як переїхати до Лондона в 1996 році, працювала консультантом з маркетингу. Після звільнення, в 2001 році заснувала персональну консультацію стиліста NHJ Style. У 2003 році Нікі почала представляти шоу 10 Years Younger  на 4 каналі. За цей час Нікі працювала послом бренду у ряді торгових марок. У 2008 році створила Академію стилів NHJ, забезпечуючи підготовку та розвиток для стилістів-початківців  та для роздрібних торговців з персональними відділами покупок. Хемблтон-Джонс живе в Лондоні зі своїм чоловіком Робертом і має 2 дітей.     
[джерело?]

## Телевізійна кар'єра
У 2003 році з нею зв’язався C4, який побачив її вебсайт та зацікавився тестуванням екрана для нового шоу-макіяжу під назвою10 Years Younger.  Пізніше її прийняли на роботу та презентували програму протягом 5 років.     
[джерело?]

## зовнішні посилання
- Nicky Hambleton-Jones на сайті IMDb (англ.)
- Вебсайт 10 років молодша каналу 4